# Javier Nicosia
Javier Nicosia (9 de marzo de 1979, Córdoba, Argentina) es un pelotari argentino de la provincia de Córdoba, especialista en Pelota Paleta. Entre sus logros más destacados están los Campeonatos Mundiales en el año 2002, en Trinquete Paleta de goma y Frontón 30 metros, y en 2010, en la especialidad Frontón 30 metros; y la Copa del Mundo en Frontón 30 metros goma Individual en 2013. Ha recibido importantes distinciones, como el Olimpia de Plata y el Rombo de Oro.

## Trayectoria
Empezó a jugar a los 6 años en la Escuela de Paleta del Jockey Club Córdoba, siguiendo los pasos de su padre y de su hermano. A los 14 años comenzó a jugar en torneos de Primera categoría. Su primer Mundial lo disputó en 1998 con 19 años. En 1999 logró consagrarse campeón en el Mundial Sub-22 en Frontón 30 m. pelota de goma. En el año 2012 concluyó en el 1.er lugar del Ranking Mundial de la Federación Internacional de Pelota Vasca. Es 11 veces campeón Argentino de Mayores. Es jugador del Jockey Club Córdoba.

## Palmarés
| Campeonato                                                      | Especialidad                  | Posición          | Compañero              |
| --------------------------------------------------------------- | ----------------------------- | ----------------- | ---------------------- |
| Campeonato del Mundo de Pelota Vasca de 2002 (Pamplona, España) | Frontón 30 m. goma            | Medalla de oro    | Marcelo Franco         |
| Campeonato del Mundo de Pelota Vasca de 2002 (Pamplona, España) | Trinquete con pelota de goma  | Medalla de oro    | Miró, Dick, Cimadamore |
| Campeonato del Mundo de Pelota Vasca de 2010 (Pau, Francia)     | Frontón 30 m. goma            | Medalla de oro    | Fernando Ergueta       |
| Campeonato del Mundo de Pelota Vasca de 2006 (México)           | Frontón 30 m. goma            | Medalla de bronce | Fernando Ergueta       |
| Campeonato del Mundo de Pelota Vasca de 2014 (Toluca, México)   | Frontón 30 m. goma Individual | Medalla de bronce |                        |
| Copa del Mundo de Pelota Vasca 2013 (Le Haillan, Francia)       | Frontón 30 m. goma individual | Medalla de oro    |                        |
| Juegos Panamericanos Santo Domingo 2003                         | Frontón 30 m. goma            | Medalla de oro    | Marcelo Franco         |
| Juegos Panamericanos Guadalajara 2011                           | Frontón 30m goma              | Medalla de oro    | Fernando Ergueta       |

## Reconocimientos
Ha recibido numerosos reconocimientos por su trayectoria y logros deportivos. Entre los más importantes podemos destacar:
- Rombo de Oro al mejor deportista del año (Círculo de Periodistas Deportivos de Córdoba). 2011.[8]
- 4 Premios Olimpias de Plata. 1999, 2002, 2012 y 2013.[9]
- 18 Premios Córdoba Cuna de Campeones. 1999 al 2017.[10]
- Escudo de Oro Blanco (Confederación de Deportes de Córdoba). 2013.[11]
- Ganador Revelación Clarín. 1998.[12]
- Joven sobresaliente del año por la Bolsa de Comercio de Córdoba. 2003.[13]